# Memento (Reuter/Boddy)
Memento is een studioalbum van het gelegenheidsduo Markus Reuter en Ian Boddy. Het is pas hun zesde sinds 1999, de albums verschijnen onregelmatig. Tussen september en november 2016 namen zij het ambientalbum op, in november werd het gemixt en in december gemasterd. Het album verscheen op DiN, het eigen platenlabel van Ian Boddy; de oplage was 500 stuks.

## Musici
- Markus Reuter – gitaren en loops
- Ian Boddy – synthesizers, elektronica

## Muziek
| Nr. | Titel     | Duur |
| --- | --------- | ---- |
| 1.  | Gyroscope | 7:45 |
| 2.  | Spindrift | 6:56 |
| 3.  | Linger    | 6:24 |
| 4.  | Memento   | 6:31 |
| 5.  | Vermilion | 9:08 |
| 6.  | Deadlock  | 9:34 |
| 7.  | Stay      | 6:26 |